# 金錢遊戲 (韓國電視劇)
《金錢遊戲》（韓語：머니게임），為韓國tvN於2020年1月15日起播出的水木連續劇，由《付岩洞復仇者們》、《春天來了，春天》的金相浩導演與李英美編劇合作打造。此劇講述投入政府資本的銀行瀕臨破產，在即將面臨韓國第二次金融危機的局勢下，金融委員會成員努力阻止國家悲劇發生的故事。

台灣由愛奇藝台灣站獨家播出。

## 演員陣容

### 主要人物
| 演員   | 角色   | 介紹 |
| 高洙   | 蔡以憲 | 金融委金融政策局科長，經濟學家蔡秉學的兒子。在大學畢業後，他開始在財政經濟部擔任事務官，後來在財政經濟部被改編為計劃財政部時調到了金融委員會。根據市場判斷，正仁銀行是早就該破產的銀行。但如果銀行破產，就會像海嘯一樣帶來經濟衝擊，最終他選擇出售銀行，通過出售減輕政府負擔後，以殘酷的結構調整恢復銀行的競爭力。當國會準備對金融委員會進行國政監查時，政府希望得到被否決，但他根據平時的信念贊成，這是在國民面前承認政府無能，有可能給股市帶來海嘯的決定。 |
| 沈恩敬 | 李慧準 | 計劃財政部事務官，地方大學土湯匙出身。她加入計劃財政部後，面對另一種歧視和不公平，但她沒有迴避而是正面突破這一切。在此期間，她們遇到了意想不到的事件，發現將正仁銀行轉讓給華爾街一家私募基金為目的而捏造的BIS比率，得到了能查明其實體的決定性文件。對於她來說，她像爸爸般再次看到那華爾街出身的冷漠女人的眼神。 |
| 李聖旻 | 許在   | 金融委員會副委員長。他認為首先要改變韓國的經濟結構框架，但是這並不由他為所欲爲，以新自由主義爲基礎的市場主義阻礙了他的前進步伐。從那時起，他就認為韓國新自由主義學者蔡秉學，是一個應該消失的人物。但他卻掩蓋了對蔡秉學的敵意，靜靜等待時機。然後，突然意外地以憲在國政監查現場引爆了核彈。 |

### 金融委員會金融政策局
| 演員   | 角色   | 介紹 |
| 崔德文 | 國慶民 | 金融政策局長。他接受許在的密令，操縱正仁銀行的BIS比率，在出售正仁銀行的過程中充當他的走狗。因在金融委員會時期所發生的意外，在組織內感到自己的地位受到限制。在許在的安排下，他到到屈指可數的會計法人擔任顧問，成為許在與大陸集團之間的中間人。 |
| 崔雄   | 韓相民 | 金融政策局全球金融和事務司，秉學的弟子。在金融委員會內部，他是全球金融的專家，在金融委員會工作時加深與以憲的緣分，真心尊敬並並追隨他。 |
| 崔光日 | 崔光民 | |

### 計劃財政部國際金融局
| 演員   | 角色   | 介紹 |
| 崔秉默 | 羅俊表 | 國際金融局長。在公務員社會裏普遍認為會了升官，禮儀比實力更重要。但是像慧準這樣的人物進入了計劃財政部，而且還進入了國際金融局，令他完全無法理解和接受。他總覺得以憲會有一天超越自己，所以總是在牽制他，結果被許在利用後徹底拋棄。 |
| 趙載龍 | 趙熙奉 | 國際金融科長。他一方面教導慧準適應計劃財政部的生活，另一方面雖然以憲甩開自己升任局長，但仍盡心盡力輔佐他。他是調解組織矛盾，令組織順利運作的人。                                                                                 |
| 吳龍   | 朴秀鍾 | 國際金融局事務官，俊表的大學後輩。他從大學時期開始就參加國家公務員考試，在家人的支持下還上了專門的補習班，但數次落榜。在這樣的情況下，作為後輩的慧準只是一次考上了地方大學，令他自尊心受創，認為慧準是讓人厭煩的人物。           |

### 巴哈馬
| 演員      | 角色       | 介紹 |
| 劉台午    | Eugene Han | 他放棄了成為音樂劇演員的夢想，從沃頓畢業後進入了JP摩根公司。在抬高身價轉投巴哈馬後，他買下一家虧損企業進行結構調整，然後轉手出售，賺取了鉅額差價。在他賺錢的過程中，許多鑄劍如戰利品般散落，對受害的人沒有同情心，包括他眼中的韓國。在正仁銀行問題的解決過程中，他被選定為許在的工具，但反而在許在背後上賺取了巨大差價。在此過程中，他與以憲等韓國經濟官員站在了對立面。 |
| Amy Aleha | Shannon    | 巴哈馬金融家，事事都很仔細，沒有失誤的人。在韓國外匯危機時，因銀行購買問題曾有訪問韓國的記錄，給年幼的慧準帶來來自華爾街的恐懼。 |
|           | Tina       | 巴哈馬接班人，巴哈馬會長的女兒。她的爸爸兼會長看透了世界經濟的潮流，在他的意志下在北京大畢業，因此擁有能夠撼動中國朝野的力量人際關係。 |

### Kkokkiojin炸雞店
| 演員   | 角色   | 介紹 |
| 方銀姬 | 李萬玉 | 炸雞店東主，慧準的姑母。她很後悔被口才好的秀浩騙婚，懷着進入公寓生活的夢想拼命生活，但生活總是背叛她。當丈夫拿走自己暗中進行的投資拋棄一切後，她雖然感到了最惡劣的背叛感，但卻艱難地掙脫後重新站穩了腳跟。     |
| 金正八 | 陳秀浩 | 萬玉的丈夫。他認為無論多麼努力工作，韓國社會都沒有未來。他在炸雞店工作，晚上跑代理駕駛打工，但債務還是還不起。他瞞着妻子投資非上市股票，也有期貨投資，這種想法讓女兒瑪莉和侄女慧準陷入危機之中。               |
| 美嵐   | 陳瑪莉 | 新聞頻道經濟部記者。她在高中時升入了外國語高中，在慧準就業時升入了首爾的大學。她是給慧準種下自卑感的罪魁禍首，因此對慧準懷有歉意。她是負責家裏困難情況的人，工資很大部分都用來償還爸爸的債務，拼命地堅持生活。 |
| 宋在龍 | 姜南鎮 | 業主，經營汽車中心，不斷提醒秀浩經濟只能成為一擊。他從小喜歡萬玉，並時常跟着她，卻被她甩了。 |

### 正仁銀行
| 演員   | 角色   | 介紹 |
| 金承旭 | 姜元熙 | 正仁銀行行長。作為許在的手下，為了連任行長，他不惜做不該做的事。                                                                                          |
| 柳承穆 | 徐陽宇 | 正仁銀行戰略計劃本部長，掌握着正仁銀行BIS比率造假關鍵的人物。為了進行單純的投資，他果斷地做了那件事，但當得知自己可能被華爾街的陰謀所迷惑時，他感到絕望。 |

### 其他人物
| 演員   | 角色   | 介紹 |
| 鄭東煥 | 蔡炳學 | 經濟學家，以憲的爸爸。作為韓國最著名的經濟學家，在政界、學界中有無數後輩和學生，到處都有蔡秉學師團，顧名思義支撐他的力量。他性格耿直、嚴謹，在芝加哥大學攻讀碩士、博士後，在全盛時期和韓國奠定了新自由主義的基礎。只要政府想干預經濟政策，他就會以「官治」的名義進行嚴厲批評，代表性人物就是經濟官僚許在。 |
| 孔尚雅 |        | 徐陽宇妻子 |
| 全茂松 | 郭局長 | 投資奇才，一度在華爾街獲得傳奇收益，對於華爾街的狀況比誰都清楚，擁有強大的人脈。得病回國後，他在江原道種白菜，向許在和以憲提供拯救因華爾街陰謀而動搖的韓國經濟的核心祕密。 |
| 李煌義 | 金成真 | 經濟首席 |
| 朴止一 | 金浩中 | 前經濟副總理 |
| 孫鐘鶴 | 白振秀 | 國會議員 |
| 金昌完 | 金萬榮 | 法務法人"榮&修"代表 |
| 鄭載成 | 洪國榮 | 新任國際金融局長 |
|        | 韓志賢 | 中央地檢重案組檢察官 |

## 收視率
| 集數       | 播出日期   | AGB收視率        | AGB收視率      |
| 集數       | 播出日期   | 大韓民國（全國） | 首爾（首都圈） |
| ---------- | ---------- | ---------------- | -------------- |
| 1          | 2020/01/15 | 3.520%           | 3.843%         |
| 2          | 2020/01/16 | 1.953%           | 2.433%         |
| 3          | 2020/01/22 | 1.850%           | 1.775%         |
| 4          | 2020/01/23 | 1.293%           | 1.236%         |
| 5          | 2020/01/29 | 2.202%           | 2.065%         |
| 6          | 2020/01/30 | 1.693%           | 1.621%         |
| 7          | 2020/02/05 | 2.187%           | 2.072%         |
| 8          | 2020/02/06 | 1.599%           |                |
| 9          | 2020/02/12 | 2.064%           | 2.054%         |
| 10         | 2020/02/13 | 1.709%           | 1.683%         |
| 11         | 2020/02/19 | 2.051%           |                |
| 12         | 2020/02/20 | 1.361%           |                |
| 13         | 2020/02/26 | 2.167%           |                |
| 14         | 2020/02/27 | 1.762%           |                |
| 15         | 2020/03/04 | 2.146%           | 2.053%         |
| 16         | 2020/03/05 | 1.890%           |                |
| 平均收視率 | 平均收視率 | 1.965%           | －             |

- 收視最低的集數以藍色表示，收視最高的集數以紅色表示，而空格則表示該集的收視沒有相關數據。

## 同時段競爭作品
- KBS 水木連續劇：《99億的女人》、《Forest》
- MBC 水木迷你連續劇：《有瑕疵的人們》、《The Game：向著零時》

## 外部連結
- 韓國tvN官方網站 （页面存档备份，存于）
- 金錢遊戲-DAUM

| tvN 水木劇                                       | tvN 水木劇                                 | tvN 水木劇 |
| ------------------------------------------------ | ------------------------------------------ | ---------- |
|                                                  | （2020年1月15日 – 2020年3月5日）           |            |
| 精神病患者日記 （2019年11月20日 – 2020年1月9日） | Memorist （2020年3月11日 – 2020年4月30日） |            |

| 新加坡、 马来西亚、 印度尼西亞 tvN Asia · 星期四、五 新馬 21:50–23:05 (UTC+8) · 印尼 20:50–22:05 (UTC+7) | 新加坡、 马来西亚、 印度尼西亞 tvN Asia · 星期四、五 新馬 21:50–23:05 (UTC+8) · 印尼 20:50–22:05 (UTC+7) | 新加坡、 马来西亚、 印度尼西亞 tvN Asia · 星期四、五 新馬 21:50–23:05 (UTC+8) · 印尼 20:50–22:05 (UTC+7) |
| --- | --- | --- |
| | 金钱游戏 （2020年1月16日 – 2020年3月6日）                                                                | |
| 变态日记 （2019年11月21日 – 2020年1月10日）                                                              | 超能警探 （2020年3月12日 – 2020年5月1日）                                                                | |